# Sołochauł
Sołochauł (ros. Солохаул) – wieś (ros. село, trb. sieło) w rejonie łazariewskim miasta Soczi (Kraj Krasnodarski, Rosja), ośrodek sołochaulskiego okręgu wiejskiego. Położony na lewym brzegu rzeki Szache, 33 km od brzegu Morza Czarnego.

## Historia

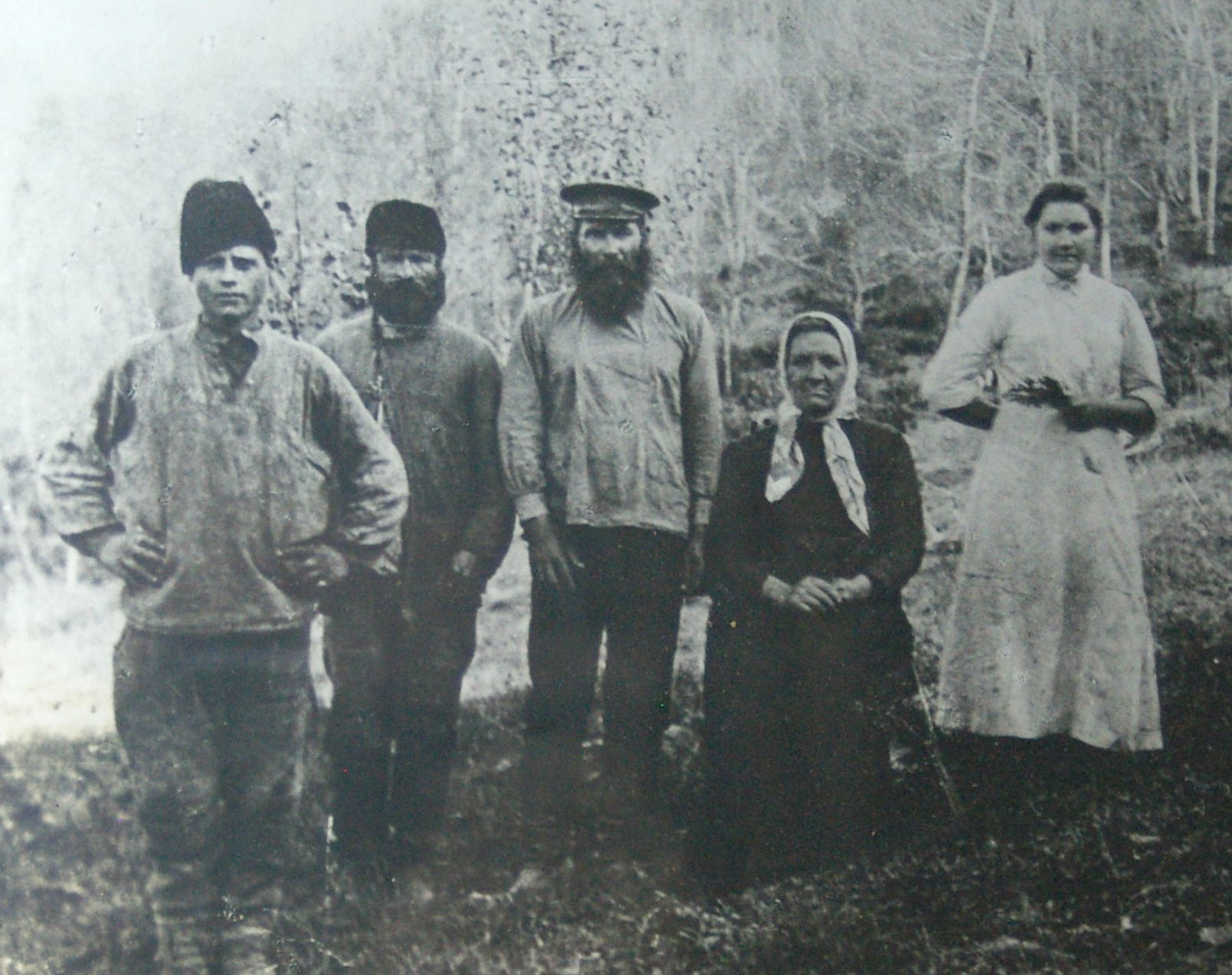
Iuda Koszman z żoną w centrum pośród współpracowników. Sołochauł, ok. 1910

Wieś Sołochauł, centrum administracyjne sowietu wiejskiego o tej samej nazwie, jest położone nad rzeką Szache, 90 km od osiedla Łazariewskoje. Od 25 grudnia 1962 do 12 stycznia 1965 Sołochauł zaliczał się w skład tuapsińskiego rejonu wiejskiego.
Sołochauł jest ojczyzną położonej najbardziej na północ w świecie herbaty – Krasnodarskiej, tu Iuda Antonowicz Koszman założył pierwszą plantację herbaty.

## Ulice
Koszmana, Nojabr'skaja, Piersikowaja, Salskaja, pierieułok Szczedokskij, 8-je marta.

## Zabytki
- Pustelnia Krzyża Świętego (Свято-Крестовая Пустынь – Swiato-Kriestowaja Pustyń)
- Dom-muzeum Koszmana – twórcy herbaty krasnodarskiej